# Siervas de María Inmaculada
La Congregación de las Siervas de la Beata Virgen María Inmaculada (oficialmente en ucraniano: Сестри Служебниці Непорочної Діви Марії y cooficialmente en inglés: Sisters Servants of Mary Immaculate Congregation) es una congregación religiosa católica femenina de rito bizantino y derecho pontificio. Fue fundada por el basiliano ucraniano Jeremiah Lomnytsky en Żużel (Ucrania) en 1892, para la atención de los niños huérfanos. A las religiosas de este instituto se les conoce como Siervas de María Inmaculada, o simplemente como siervas de la Inmaculada, y posponen a sus nombres las siglas: S.A.M.I.

## Historia

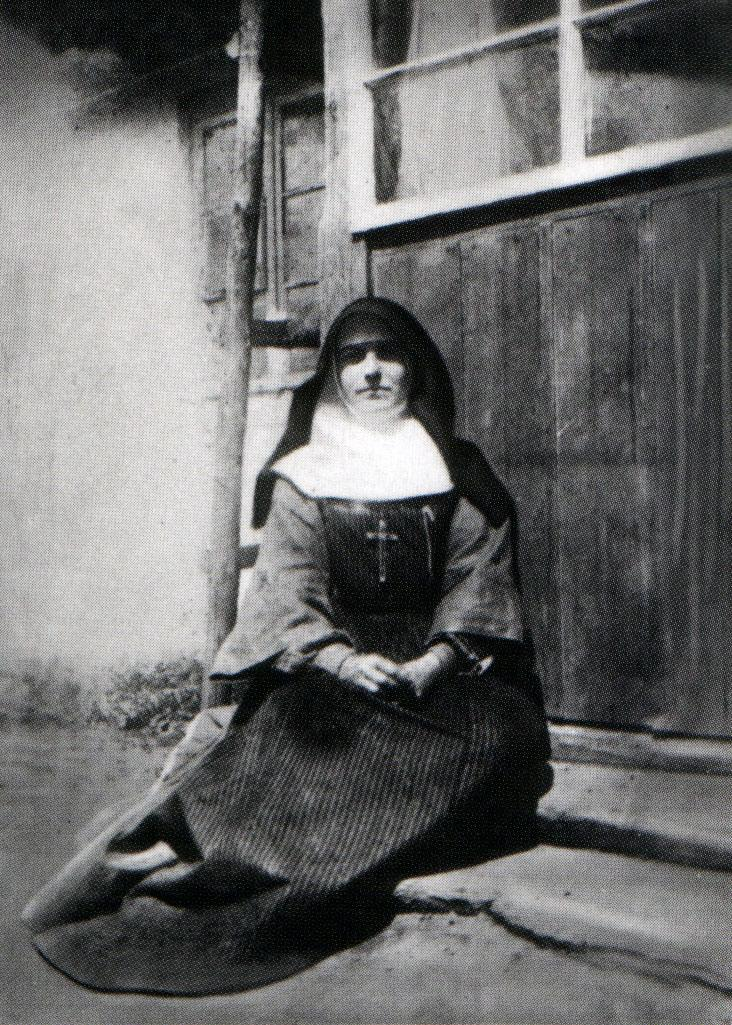
Josafata Hordashevska (1869-1919), considerada una de las fundadores de la congregación. Es venerada como beata en la Iglesia católica.

El monje basiliano Jeremiah Lomnytsky organizó, en 1892 en Żużel (Ucrania), un grupo de mujeres dispuestas a consagrarse a Dios en el servicio de los niños huérfanos, para fundar la que fuera la primera congregación religiosa femenina de la Iglesia greco-católica ucraniana, las Hermanas Siervas de la Beata Virgen María Inmaculada. Pronto con la ayuda de Cirilo Sileckyj, párroco de Żużel, las religiosas se expandieron por varias localidades de la Ucrania Occidental (Galicia). Ese mismo año fueron aprobadas por el cardenal Sylwester Sembratowicz, metropolita de Leópolis, como congregación de derecho de las iglesias orientales. Entre las primeras religiosas se encuentra Josafata Hordashevska, considerada también como una de los fundadores.
La Congregación se expandió fuera de Ucrania, a partir de 1902 con la fundación de las primeras casas en Canadá entre inmigrantes ucranianos. Más tarde, llegó a Brasil en 1911, a Yugoslavia en 1915 y a Estados Unidos en 1938. Mientras florecían las fundaciones en el continente americano, la congregación fue suprimida por el gobierno soviético en Ucrania (1946) y en Checoslovaquia (1949), mientras que en Polonia y Yugoslavia sus actividades fueron disminuidas y los conventos reducidos. Las religiosas que no lograron huir fuera de estas naciones o conseguir el favor del Estado, tuvieron que secularizarse o sufrir el martirio.
En medio de las pérdidas de las casas en su nación de origen las siervas de la Inmaculada obtuvieron el consuelo de la aprobación pontificia, el 18 de enero de 1956, de parte del papa Pío XII, mediante breve Sacra in claustra.

## Organización
La Congregación de la Siervas de María Inmaculada es un instituto religioso centralizado, cuyo gobierno lo ejerce la superiora general. La sede central se encuentra en Roma. Es la congregación femenina más numerosa de la Iglesia greco-católica ucraniana y una de las más expandidas del rito bizantino. Las religiosas de este instituto se dedican a la atención de niños huérfanos y a la educación, en especial en medio de los inmigrantes católicos ucranianos.
En 2015, la congregación contaba con unas 686 religiosas y 148 conventos. Las siervas de la Inmaculada están presentes en Ucrania, Canadá, Brasil, Estados Unidos, Polonia, Argentina, Eslovaquia, Serbia, Kazajistán, Alemania, Francia, Italia y Australia. Para la administración, el instituto está dividido en siete provincias: Madre de Dios Dolorosa (con sede en Ucrania), Cristo Rey (Canadá),  San José (con sede en Serbia), Miguel Arcángel (Brasil), Espíritu Santo (Eslovaquia), Inmaculada Concepción (Estados Unidos) y Nuestra Señora del Perpetuo Socorro (Polonia); una delegación: San Josafat (Argentina).